# Sabuesos
Sabuesos es una serie producida por Plano a Plano para la cadena española La 1. Está protagonizada por Salva Reina, María Esteve, Thais Blume y el perro Ramsés, entre otros. Se estrenó el 31 de julio de 2018 y finalizó el 5 de octubre de 2018.

## Argumento
Alberto ha soñado desde pequeño con ser el próximo Sherlock Holmes, pero por el camino se ha quedado en vigilante de seguridad de un centro comercial. Tiene todo lo que necesita para ello, salvo la licencia de detective que acaba de suspender por quinta vez. Tras una serie de desgracias personales, tendrá que trasladarse a vivir a casa de su cuñada Marta y sus dos sobrinos. Pero todo cambia cuando conoce a Max, un nuevo compañero capaz de realizar con éxito cualquier misión que se le proponga. Todo genial si no fuera por un pequeño detalle que le hace único: es un adorable perro Jack Russell con la capacidad de hablar. Max y Alberto no solo tendrán que enfrentarse a los casos más complejos, sino que además tendrán que ingeniárselas para hacerlo de tal manera que ni su familia ni la policía descubran las habilidades secretas de Max. Los únicos que las conocen son sus compañeros de la organización criminal para la que trabajaba, y por ello intentarán eliminarle. Pero Max tiene otras cualidades aparte de ser un perro parlante. Es inteligente, deductivo, profesional y, sobre todo, es capaz de sacar de quicio a Alberto en cualquier situación. Pese a todo, Holmes ya ha encontrado a su Watson, y juntos crearán 'Sabuesos', la agencia de detectives con la que podrá cumplir el sueño de su vida.

## Reparto

### Reparto principal
- Salva Reina - Alberto Tébar Prieto: Protagonista principal, y exguardia de seguridad que tras convertirse en detective abre la agencia "Sabuesos" donde investiga junto a Max.
- Ramsés (principal), Axel (doble), Fernando Cabrera (voz) - Max: Un perro capaz de hablar a causa de que experimentaron genéticamente con él. Tras huir de sus antiguos dueños, comienza a trabajar investigando junto a Alberto en la agencia "Sabuesos".
- María Esteve - Marta Checa González: Cuñada de Alberto, casada con el hermano de este, la cual le deja vivir en el garaje de su casa tras ser desahuciado.
- Isabel Madolell - Sonia Tébar Checa: Sobrina adolescente de Alberto, y la hija mayor de Marta.
- Gabriel Delgado - Raúl Tébar Checa: Sobrino de Alberto, y el hijo pequeño de Marta.
- Thais Blume - Inspectora Paula Salcedo: Inspectora en el cuerpo de policía, la cual se muestra amigable con Alberto.
- Fernando Gil - Inspector Jorge Gómez: Testarudo inspector del cuerpo de policía.

### Reparto secundario
- Miguel Bernardeau - Isaac (Capítulo 1, Capítulo 3 - Capítulo 4; Capítulo 6 - Capítulo 7)
- Daniel Pérez Prada - Ramón (Capítulo 1 - Capítulo 3; Capítulo 7 - Capítulo 10)
- Laura Pamplona - Milagros "Mila" (Capítulo 1 - Capítulo 8; Episodio 10)
- Sergio Torrico - Fernando "Fer" (Capítulo 1 - Capítulo 5; Episodio 8 - Episodio 9)
- Roberto Correcher - Fran (Capítulo 1 - Capítulo 5; Episodio 8 - Episodio 9)
- Adriá Collado - Salvador "Salva" Tébar Prieto (Capítulo 2 - Capítulo 3)
- Veki G. Velilla - Beatriz "Bea" (Capítulo 4; Capítulo 7 - Capítulo 8)
- Oriol Tarrasón - Compañero de Max (Capítulo 4 - Capítulo 5)

### Reparto episódico
- Juan Calot - Abuelo de Isaac (Capítulo 1)
- Juan Carlos Meneses - Bedel (Capítulo 1)
- Andoni Agirregomezkorta - Federico (Capítulo 2)
- Jaime Ordóñez - Fermín (Capítulo 2)
- Sara Rivero - Sofía (Capítulo 2)
- Nacho Marraco - Marcial (Capítulo 2)
- Juan Martín Gravina - Armando (Capítulo 2)
- Luis Varela - Don Benito (Capítulo 2)
- Jorge Riquelme - Cartero (Capítulo 3)
- Ana Labordeta - Mercedes Castro (Capítulo 4)
- Adrián Muñoz - Amigo de Sonia (Capítulo 4)
- Blanca Apilánez - Juana (Capítulo 4)
- Alejandra Lorente - Eva Larranz (Capítulo 5)
- Ricard Sales - Roberto "Rober" Castillo (Capítulo 5)
- Mariona Terés - Recepcionista estación de autobuses (Capítulo 5)
- Javi Coll - Tomás Hericeo (Capítulo 6)
- Marta Calvó - Directora del instituto (Capítulo 7)
- Elia Galera - Mari Carmen Garitano (Capítulo 8)
- Raquel Infante - Miriam (Capítulo 8)
- Diana Palazón - ¿? (Capítulo 10)
- Adrian Muñoz - ¿?

## Capítulos
| N.º (serie) | Título                    | Director(es)            | Guionista(s)                                                          | Fecha de emisión          | Audiencia         |
| ----------- | ------------------------- | ----------------------- | --------------------------------------------------------------------- | ------------------------- | ----------------- |
| 1           | «Bond, Max Bond»          | Iñaki Mercero           | Roberto Serrano, Francisco Roncal y Pau Serra                         | 31 de julio de 2018       | 1 461 000 (11,2%) |
| 2           | «Socios y detectives»     | Iñaki Mercero           | Benigno López y Enrique Lojo                                          | 7 de agosto de 2018       | 1 247 000 (10,0%) |
| 3           | «Ladrón de corazones»     | Iñaki Mercero           | Argumento: David Cotarelo y Roberto Serrano Diálogos: Roberto Serrano | 14 de agosto de 2018      | 1 130 000 (10,4%) |
| 4           | «El olfato fino»          | Jacobo Martos           | Roberto Serrano, Francisco Roncal y Pau Serra                         | 21 de agosto de 2018      | 1 182 000 (9,7%)  |
| 5           | «Memorias de un cachorro» | Jacobo Martos           | Iñaki San Román y Ángela Obón                                         | 28 de agosto de 2018      | 1 266 000 (9,8%)  |
| 6           | «Un millón de pistas»     | Iñaki Mercero           | Roberto Serrano, María Miranda y Fran Arnal                           | 4 de septiembre de 2018   | 1 339 000 (9,7%)  |
| 7           | «La suerte del canino»    | Iñaki Mercero           | Ángela Obón e Iñaki San Román                                         | 11 de septiembre de 2018  | 1 516 000 (10,6%) |
| 8           | «Enseñar la patita»       | Álvaro Fernández Armero | Libertad Ortiz y Sergio Guardado                                      | 18 de septiembre de 2018  | 961 000 (6,6%)    |
| 9           | «El método Max»           | Álvaro Fernández Armero | Paula López Cuervo y Juan Torres                                      | 28 de septiembre de 2018* | 343 000 (3,4%)    |
| 10          | «Con garras y dientes»    | Iñaki Mercero           | Libertad Ortiz y Sergio Guardado                                      | 5 de octubre de 2018*     | 417 000 (5,2%)    |

* Estos dos últimos episodios no se emitieron en Cataluña.

### Evolución de audiencias
| Temporada | Temporada | Episodio número | Episodio número | Episodio número | Episodio número | Episodio número | Episodio número | Episodio número | Episodio número | Episodio número | Episodio número |
| Temporada | Temporada | 1               | 2               | 3               | 4               | 5               | 6               | 7               | 8               | 9               | 10              |
| --------- | --------- | --------------- | --------------- | --------------- | --------------- | --------------- | --------------- | --------------- | --------------- | --------------- | --------------- |
|           | 1         | 1.461           | 1.247           | 1.130           | 1.182           | 1.266           | 1.339           | 1.516           | 0.961           | 0.343           | 0.417           |